# ノックボックス

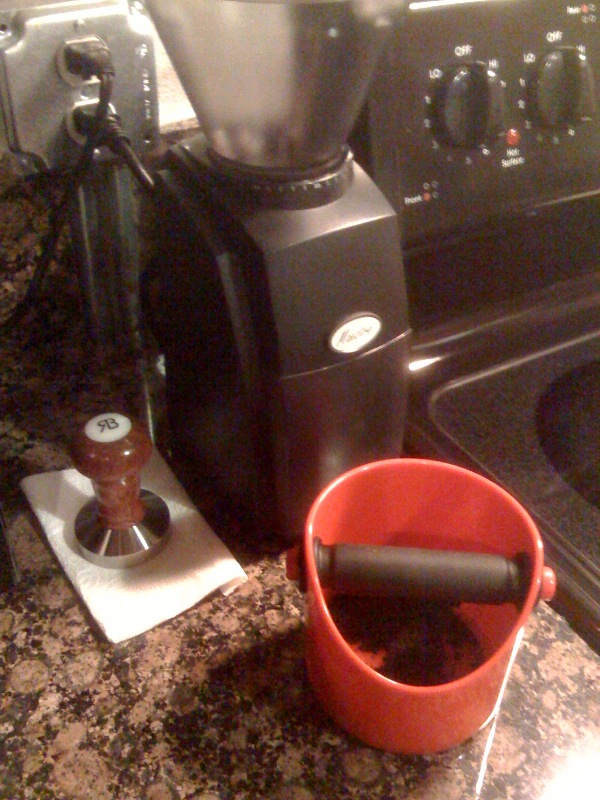
エスプレッソタンパー(左)、グラインダー(右)、ノックボックス(手前)

ノックボックス (俗称として「バッシュビン」または「コーヒーカラム」と呼ばれる) は、エスプレッソ抽出を行った後、｢パック｣と呼ばれる使用済みのエスプレッソ粕を廃棄するために使用される器である。一般的にステンレス鋼またはプラスチック製で、パックを取り出すためにフィルターホルダーを打ち突ける ｢バッシュバー」と呼ばれる丈夫なバーを持つ。通常エスプレッソのパックは抽出後に非常に高温になっているので、ノックボックスは耐熱性である必要がある。さらに、バーは使用後に繰り返し叩いたり押し付けたりしてエスプレッソ粕を剥がす事があり、ゴムおよびステンレス鋼が便利で最も一般的に使用される材料である。様々な喫茶店では、棒構造を内包した引出しや、通常は利便性のためグラインダーの近くにステンレス鋼箱として配置されている例が多い。